# Gmina Kozje
Kozje – gmina w Słowenii. W 2002 roku liczyła 3400 mieszkańców.

## Miejscowości
Miejscowości wchodzące w skład gminy Kozje:

- Bistrica
- Buče
- Dobležiče
- Drensko Rebro
- Gorjane
- Gradišče
- Gubno
- Ješovec pri Kozjem
- Klake
- Kozje – siedziba gminy
- Lesično
- Ortnice
- Osredek pri Podsredi
- Pilštanj
- Podsreda
- Poklek pri Podsredi
- Topolovo
- Vetrnik
- Vojsko
- Vrenska Gorca
- Zagorje
- Zdole
- Zeče pri Bučah